# Empis gracilipes
Empis gracilipes är en tvåvingeart som beskrevs av Philippi 1865. Empis gracilipes ingår i släktet Empis och familjen dansflugor. Inga underarter finns listade i Catalogue of Life.